# Dālestān
Dālestān (persiska: دالستان) är en ort i Iran.   Den ligger i provinsen Markazi, i den centrala delen av landet, 130 km sydväst om huvudstaden Teheran. Dālestān ligger 984 meter över havet och antalet invånare är 238.
Terrängen runt Dālestān är platt, och sluttar österut.Runt Dālestān är det ganska tätbefolkat, med 100 invånare per kvadratkilometer. Närmaste större samhälle är Sāveh, 11,5 km norr om Dālestān. Trakten runt Dālestān består till största delen av jordbruksmark.